# Cephea
Genre
Cephea est un genre de méduses de la famille des Cepheidae.

## Description et caractéristiques
Ce sont de grosses méduses tropicales, inoffensives. Elles sont pourvues d'une grande ombrelle charnue (à laquelle elles doivent leur nom anglais de « crown jellies »), et de bras oraux épais et complexes. L'ombrelle est caractérisée par une importante dépression centrale, d'où émerge un dôme marqué par des protubérances. Ce genre se distingue par la présence de plus de 3 canaux inter-rhopalaires par octant, et des bras buccaux portant de longs filaments.

## Liste d'espèces
Selon World Register of Marine Species (6 janvier 2015) :
- Cephea cephea (Forskål, 1775)
- Cephea coerulea Vanhöffen, 1902
- Cephea octostyla (Forskål, 1775) (nomen dubium)

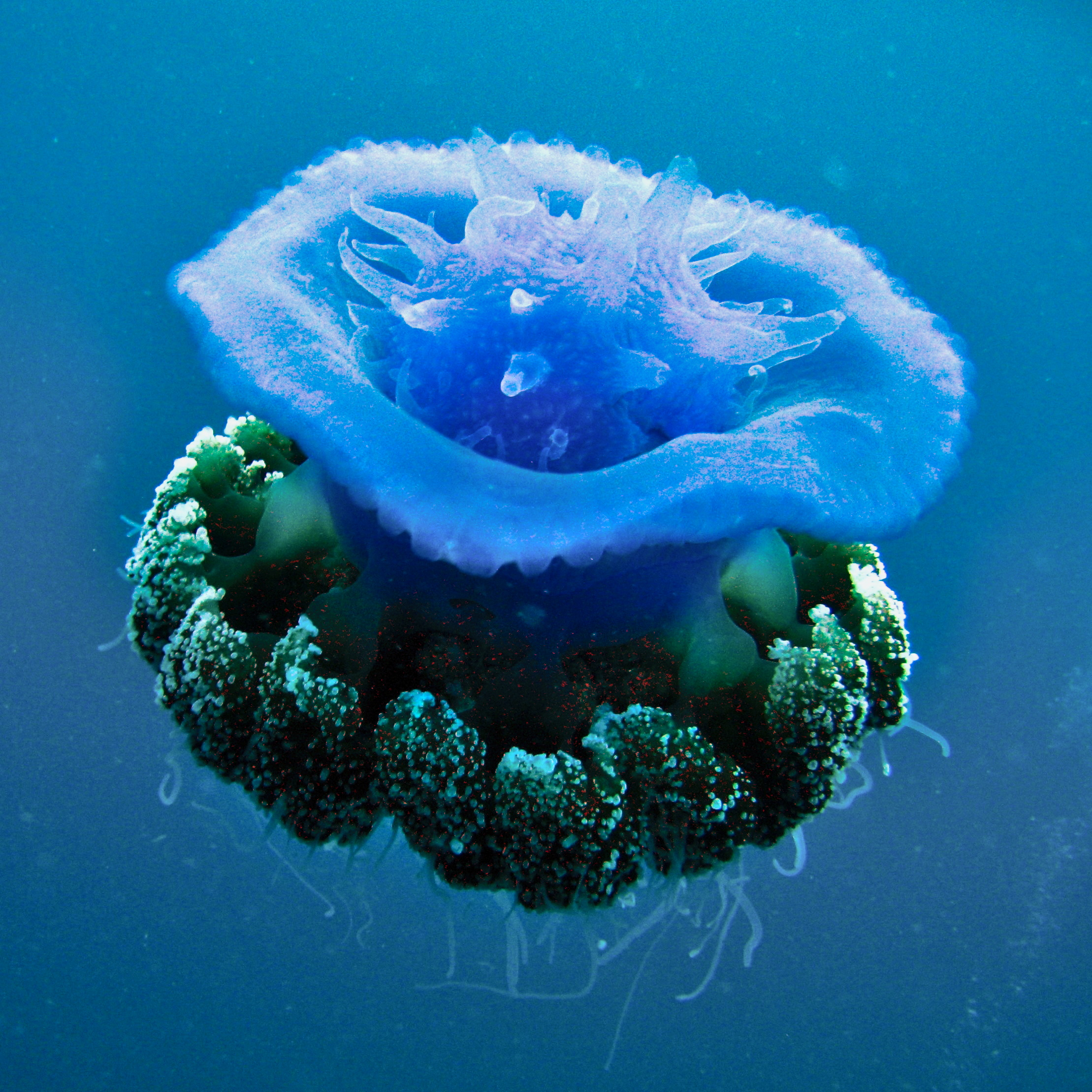
Cephea cephea
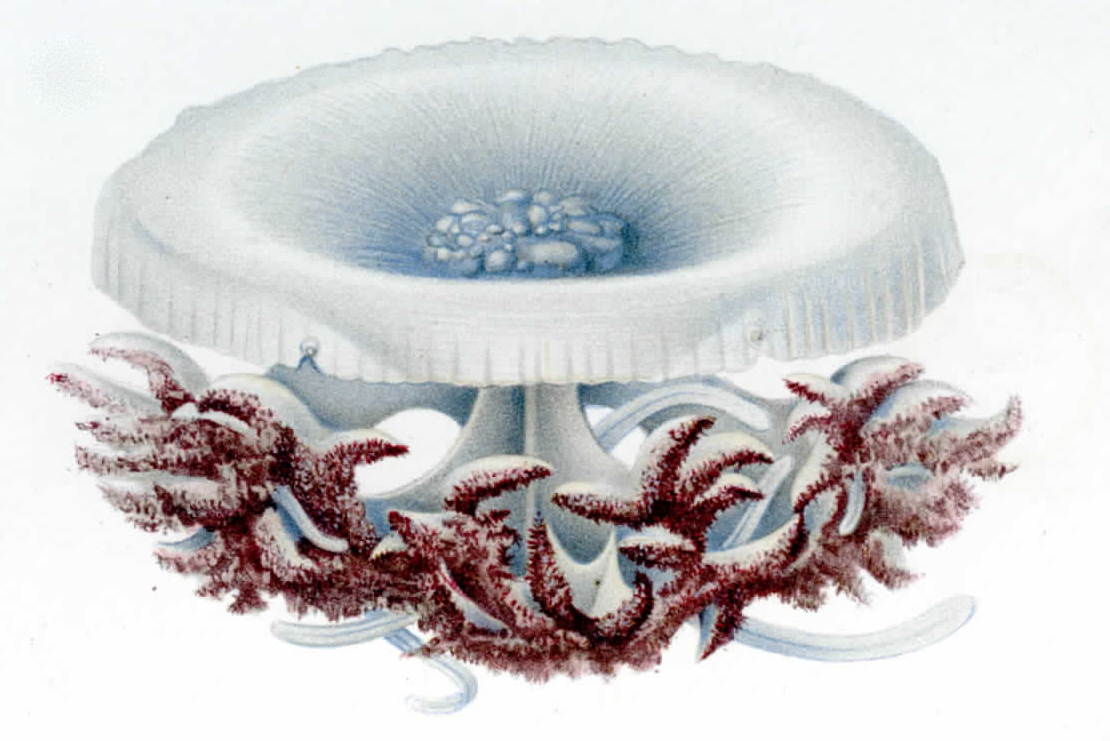
Cephea coerulea

### Autres liens externes
- (en) [vidéo] « Cephea cephea  », sur YouTube